# Richard Kolitsch
Richard Kolitsch (* 24. Oktober 1989 in Dresden; † 23. Mai 2014 bei Rauschwitz) war ein deutscher Fußballspieler, der zuletzt beim FC Carl Zeiss Jena spielte.

## Karriere
Der linke Mittelfeldspieler begann seine Karriere beim VfL Pirna-Copitz und wechselte später in die Jugendabteilung des FV Dresden-Nord. Im Frühjahr 2007 verließ er den Verein und wechselte in den Nachwuchsbereich des FC Carl Zeiss Jena, für dessen U 19 er in der Spielzeit 2007/08 zu 23 Einsätzen kam. Zweimal lief er für Carl Zeiss Jena II in der Fußball-Oberliga Nordost-Süd auf. Nach dem feststehenden Abstieg der ersten Mannschaft aus der 2. Fußball-Bundesliga wurde er von Trainer Henning Bürger am vorletzten Spieltag derselben Saison in den Profikader berufen. Im Heimspiel gegen den 1. FC Kaiserslautern wurde er zur Halbzeit eingewechselt und gab damit sein Zweitligadebüt. Am folgenden Spieltag kam er in Augsburg noch zu einem Einsatz über die volle Spielzeit. Am 29. Juni 2012 rückte er wieder in die erste Mannschaft auf und unterschrieb einen Einjahresvertrag mit dem Regionalligateam des FC Carl Zeiss Jena. Nachdem er seit Januar 2013 verletzungsbedingt ausgefallen war, wurde sein Vertrag bei den Thüringern im Sommer 2013 nicht mehr verlängert. Er beendete daraufhin wegen anhaltender Knie-Probleme seine aktive Karriere.
Kolitsch verunglückte am 23. Mai 2014 gegen 16:00 Uhr mit seinem Rennrad auf der Landstraße 1070 zwischen Mertendorf und Rauschwitz östlich von Jena. Er geriet auf der zwölfprozentigen Gefällstrecke in einer Doppelkurve auf die Gegenspur und wurde von einem LKW erfasst. Der 24-Jährige verstarb noch am Unfallort.